# (5714) Красинский
(5714) Красинский (лат. Krasinsky) — типичный астероид главного пояса, открыт 14 августа 1982 года советским астрономом Николаем Черных в Крымской астрофизической обсерватории и 16 октября 1997 года назван в честь астронома Георгия Красинского.

## Обнаружение и именование
(5714) Красинский
Открыт 14 августа 1982 года в Научном Н. С. Черных.
Назван в честь Георгия Альбертовича Красинского (р. 1939) — сотрудника Института теоретической астрономии с 1964 по 1987 год, ныне заведующего лабораторией эфемеридной астрономии Института прикладной астрономии в Санкт-Петербурге. Исследовал движения планет аналитическими и численными методами и был одним из создателей глобальной релятивистской теории внутренних планет и Луны в 1970-х годах. Название предложено Институтом теоретической астрономии и Институтом прикладной астрономии.
Оригинальный текст (англ.)5714 Krasinsky
Discovered 1982-08-14 by Chernykh, N. S. at Nauchnyj.
Named in honor of Georgij Al'bertovich Krasinskij [Krasinsky] (b. 1939), staff-member of the Institute of Theoretical Astronomy from 1964 to 1987, now chief of the Ephemeris Astronomy Laboratory of the Institute of Applied Astronomy in St. Petersburg. He has investigated planetary motions by analytical and numerical methods, and he was one of the creators of the global relativistic theory of the inner planets and the moon in the 1970s. Name suggested by Institute of Theoretical Astronomy and the Institute of Applied Astronomy.
Источники: DISCOVERY.DB; M.P.C. 30798.

## Физические характеристики
Из наблюдений системы Asteroid Terrestrial-impact Last Alert System следует, что астероид относится к таксономическому классу C.
По результатам наблюдений в видимом и ближнем инфракрасном диапазоне космического телескопа NEOWISE диаметр астероида сначала оценивался равным 20,010±0,166 км, позже — 20,05±0,24 км, 13,80±3,73 км и 19,916±0,124 км. Согласно тем же источникам альбедо оценивается как 0,0700±0,0122, 0,070±0,009, 0,10±0,06 и 0,067±0,023.